# Айвор Оллчерч
Айвор Оллчерч (англ. Ivor Allchurch, нар. 16 жовтня 1929, Свонсі — пом. 10 липня 1997, Свонсі) — валлійський футболіст, нападник. Його молодший брат Лен також був футболістом та учасником чемпіонату світу 1958 року.
Насамперед відомий виступами за клуби «Ньюкасл Юнайтед» та «Свонсі Таун», а також національну збірну Уельсу.

## Клубна кар'єра
У дорослому футболі дебютував 1948 року виступами за «Шрусбері Таун», в якому провів один сезон, взявши участь у 11 матчах чемпіонату.
Протягом 1949—1958 років захищав кольори команди клубу «Свонсі Таун».
Своєю грою за валлійську команду привернув увагу представників тренерського штабу клубу «Ньюкасл Юнайтед», до складу якого приєднався 1958 року. Відіграв за команду з Ньюкасла наступні три сезони своєї ігрової кар'єри. Більшість часу, проведеного у складі «Ньюкасл Юнайтед», був основним гравцем атакувальної ланки команди.
У серпні 1962 року уклав контракт з клубом «Кардіфф Сіті», у складі якого провів наступні три роки своєї кар'єри гравця. Граючи у складі «ластівок» також здебільшого виходив на поле в основному складі команди. У складі «Кардіфф Сіті» був одним з головних бомбардирів команди, маючи середню результативність на рівні 0,38 голу за гру першості.
Протягом 1965—1968 років знову захищав кольори команди клубу «Свонсі Таун».
Завершив професійну ігрову кар'єру у нижчоліговому клубі «Вустер Сіті», за який виступав протягом 1968—1969 років.

## Виступи за збірну
1950 року дебютував в офіційних матчах у складі національної збірної Уельсу. Протягом кар'єри у національній команді, яка тривала 17 років, провів у формі головної команди країни 68 матчів, забивши 23 голи.
У складі збірної був учасником чемпіонату світу 1958 року у Швеції.
Помер 10 липня 1997 року у рідному місті Свонсі на 68 році життя.